# Belonophora ongensis
Belonophora ongensis är en måreväxtart som beskrevs av S.E.Dawson och Martin Roy Cheek. Belonophora ongensis ingår i släktet Belonophora och familjen måreväxter. IUCN kategoriserar arten globalt som akut hotad. Inga underarter finns listade i Catalogue of Life.